# Isopedella meraukensis
Isopedella meraukensis là một loài nhện trong họ Sparassidae.
Loài này thuộc chi Isopedella. Isopedella meraukensis được Pater Chrysanthus miêu tả năm 1965.